# Alberto Villarreal
Alberto Villarreal är en ort i Mexiko.   Den ligger i kommunen Abasolo och delstaten Nuevo León, i den centrala delen av landet, 700 km norr om huvudstaden Mexico City. Alberto Villarreal ligger 513 meter över havet och antalet invånare är 716.
Terrängen runt Alberto Villarreal är varierad. Runt Alberto Villarreal är det mycket tätbefolkat, med 1 463 invånare per kvadratkilometer. Närmaste större samhälle är Ciudad General Escobedo, 19,1 km sydost om Alberto Villarreal. I omgivningarna runt Alberto Villarreal växer huvudsakligen savannskog.